# Берг (озеро)
Берг (англ. Berg Lake) — озеро на реке Робсон, расположенное в провинции Британская Колумбия, Канада.
Находится на территории провинциального парка Маунт Робсон (Mount Robson Provincial Park), у подножья горы Робсон, высочайшей вершины Канадских Скалистых гор. Длина озера около двух километров.
В озеро Берг стекает одноимённый ледник, образуя озёрные айсберги даже в середине лета. Благодаря этому озеро имеет необычный бирюзовый цвет. Первоначально озеро называлось Айсберг, но позже название сократили до Берг.

## Галерея

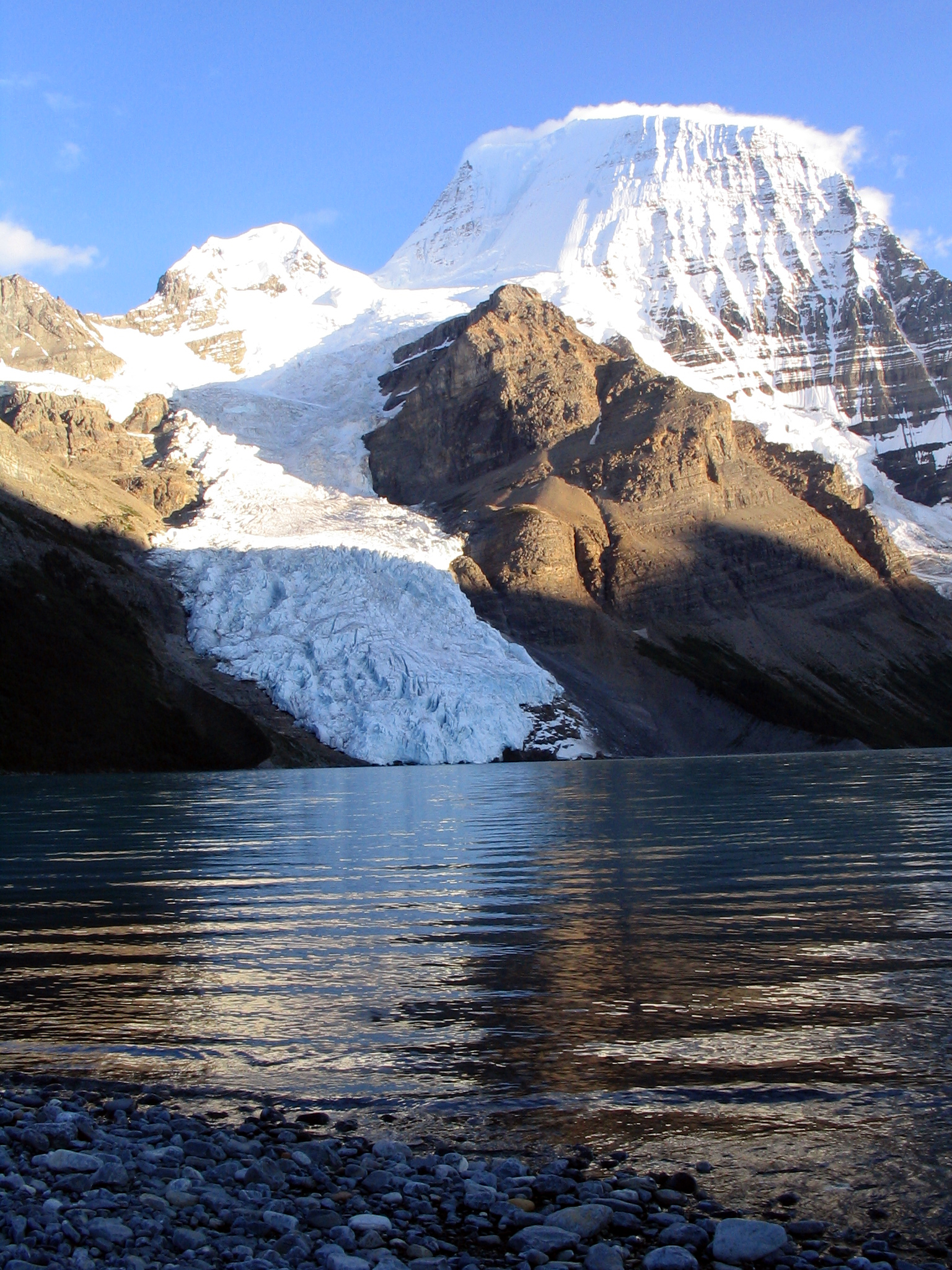
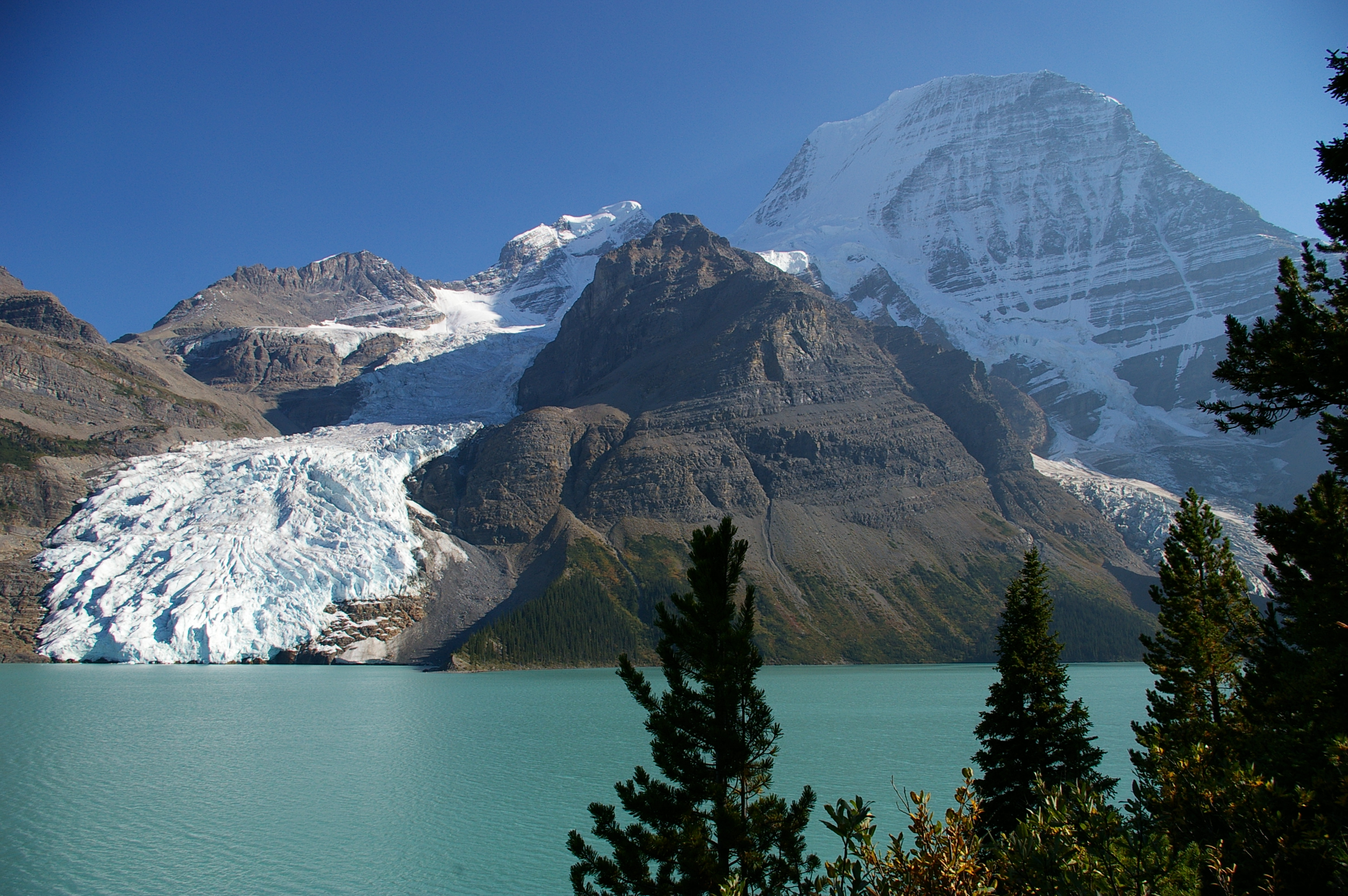
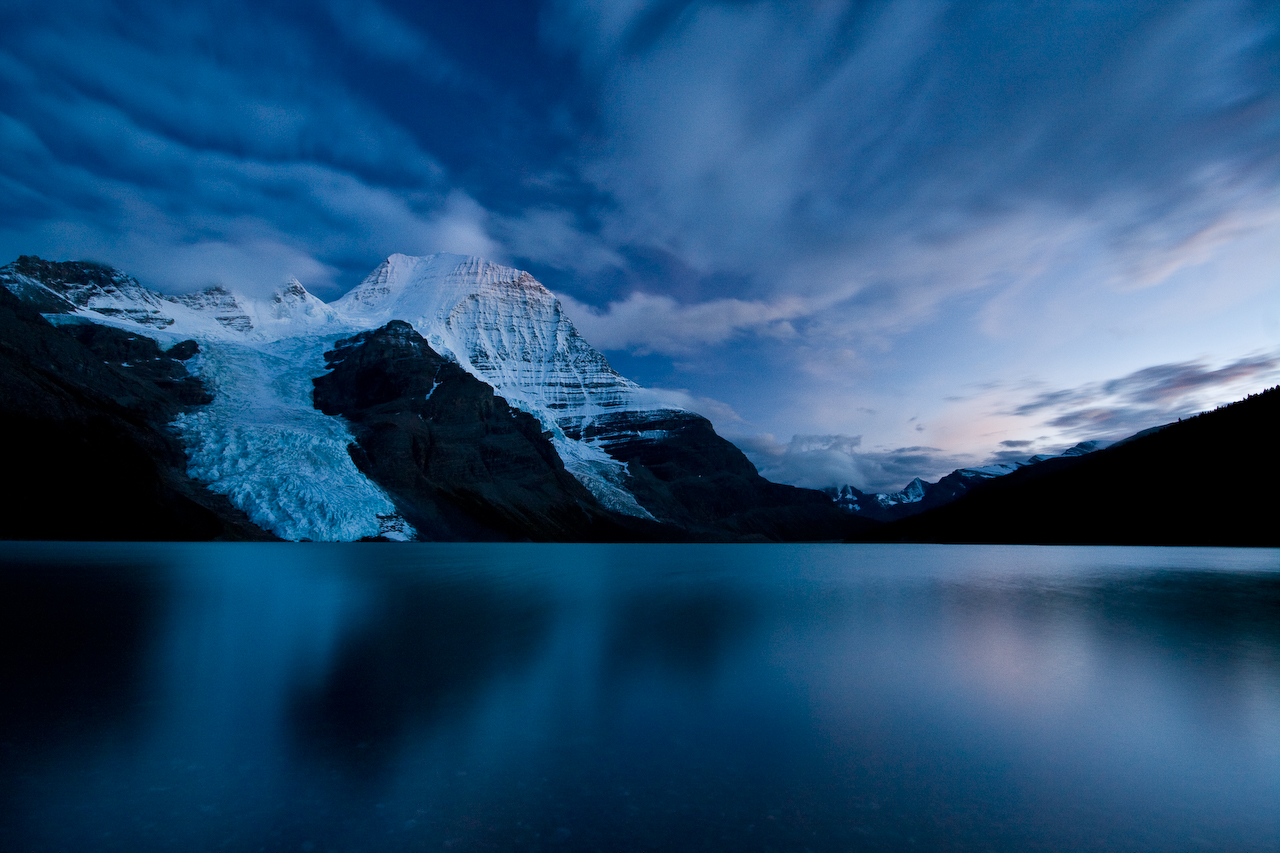
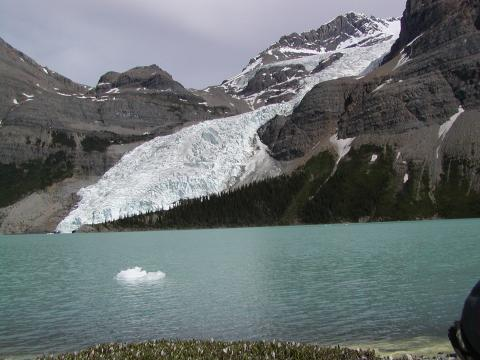